# こんな男でよかったら
『こんな男でよかったら』（こんなおとこでよかったら）は、1973年4月2日から同年9月24日まで、読売テレビが制作し、日本テレビ系列の毎週月曜日22:00 - 22:55の枠で放送されたテレビドラマ。全26回。

## 概要
毎週月曜日22時の枠において第1作となるテレビドラマ。天涯孤独な中年男で作詞家を自称する主人公・余 七五郎（あまり しちごろう）がのどかな城下町・岐阜県郡上八幡に突然やって来た。幻の故郷と幻の母を求めて来たとのことで、その幻の母とはお福のことだという。町の人々を巻き込んだ様々な騒動を描いた人情と望郷の喜劇。
山田洋次も企画に係わり、主演の渥美清との『男はつらいよ』のコンビが本作でも揃った。「ハイカラな寅さん」を目指したという。フォークシンガーの高石ともやが本作でドラマの劇伴音楽を初めて担当、自らバンジョーを弾きながらのナレーションも担当していた。なお、本作には精神障害者に対する差別用語が台詞の中に含まれていたことがあり、1974年4月14日に再放送された時には読売テレビに抗議があり、局側が陳謝したということがあった。

## 出演
- 余 七五郎：渥美清
マキシコートにハイヒール、チリチリ頭に縁無し眼鏡という出で立ちが特徴。東京で生まれ育った[1]。性格は桁外れに図々しく、感情移入型[1]。血液型はO型[4]。第3話（4月16日放送）で翠の亡き兄や、安部や佐倉たちと同級生であることが明らかになる[5]。自称作詞家ではあるが、静岡県伊東で“殴られ屋”を“本業”としてやっていたということもあった[6]。また「本物の七五郎の遺骨と位牌」の存在が明らかになり、本当は死んでいたのではという疑惑も持たれるようにもなる[7]。
- 綾子：栗原小巻
通称「つむぎの織姫」。
- お福：ミヤコ蝶々
割烹料亭「福の家」の女将。七五郎に幻の母と慕われていたが、血液型がAB型であることが判明し、二人が親子関係であることが定義上崩れることとなる[4]。
- 翠：島田陽子[8]
歌子の姉。
- 歌子：清水はるひ
翠の妹で、歌手志望。七五郎に直接指導を受けたこともあった。
- オモチャ：倍賞美津子
お福の養女。御母衣ダムの湖の底に沈んだ所が生まれ故郷。
- お玉：春川ますみ
- 戸塚：小坂一也
役場の観光係勤務。
- 平助（巡査）：浜村純
- 健：下條アトム
理髪店経営。
- 安部先生：阿部進
- 佐倉医師：財津一郎
- 裕次郎：渡辺篤史
魚屋で、オモチャの幼馴染み。
- もよ（オモチャの祖母）：小峰千代子
- 津山：津坂匡章
- 甚内：木田三千雄
- 庄三：田中春男
お福の夫。
- 保子：木村俊恵
有閑後家で、教育ママ
- キヨラ（保子の娘）：榎本ちえ子
- サナギ：小林由枝
- 新太郎：小塙謙士
- お弓：山田桂子
- 志津：中村玉緒（第17話～）
七五郎の妻と名乗っていた女。第20話（8月13日放送）で七五郎と結婚式を挙げ、一緒にお福の家に移り住む。

### ゲスト
- 金沢信一：柳生博（第8話）
父親殺しの容疑をかけられて指名手配されていたが、時効となって郡上八幡へ帰って来た。
- 芳っさん：村田正雄（第9話）
- ルミイ（ストリッパー）：ひし美ゆり子（第9話）
- 国夫：宮浩之（第9話）
- 英子：水谷祐子（第9話）
- 有馬貴子（第10話）
- 頭師佳孝（第11話）
- 君原（版画家）：木村功（第11話）
- 君原信子（君原の妻）：大塚道子（第12話）
- 君原竜一（君原の息子）：川崎公明（第12話）
- 栄斎：瀬川菊之丞（第13話）
- 疾風の祐吉：田村亮（第14話・第15話）
ダンプカー運転手。翠と瓜二つの光子と知り合い。
- 福の家の客：天地総子（第24話）

## スタッフ
- プロデューサー：志波英樹（よみうりテレビ）[9]
- 脚本：早坂暁
- 演出：荻野慶人
- 音楽・ナレーター：高石ともや
- 制作：国際放映、よみうりテレビ

## 主題歌
- 渥美清『こんな男でよかったら』（クラウンレコード、作詞：早坂暁　作曲：高石ともや、木田高介）

## 放送局
当時のよみうりテレビ・日本テレビ系毎週月曜日22:00枠はローカルセールス枠であったため、同時ネットは5局のみで、それ以外の系列局では他時間帯での時差ネット、またネットを行わなかった局もあった。
| 放送対象地域  | 放送局         | 放送時間           | 系列                                  | ネット形式 | 備考   |
| ------------- | -------------- | ------------------ | ------------------------------------- | ---------- | ------ |
| 近畿広域圏    | よみうりテレビ | 月曜 22:00 - 22:55 | 日本テレビ系列                        | 同時ネット | 制作局 |
| 北海道        | 札幌テレビ     | 月曜 22:00 - 22:55 | 日本テレビ系列                        | 同時ネット |        |
| 関東広域圏    | 日本テレビ     | 月曜 22:00 - 22:55 | 日本テレビ系列                        | 同時ネット |        |
| 中京広域圏    | 中京テレビ     | 月曜 22:00 - 22:55 | 日本テレビ系列                        | 同時ネット |        |
| 福岡県        | 福岡放送       | 月曜 22:00 - 22:55 | 日本テレビ系列                        | 同時ネット |        |
| 岩手県        | テレビ岩手     | 日曜 22:30 - 23:25 | 日本テレビ系列                        | 時差ネット |        |
| 宮城県        | ミヤギテレビ   | 日曜 15:30 - 16:25 | 日本テレビ系列                        | 時差ネット |        |
| 富山県        | 北日本放送     | 日曜 22:30 - 23:25 | 日本テレビ系列                        | 時差ネット |        |
| 鳥取県 島根県 | 日本海テレビ   | 日曜 16:00 - 16:55 | 日本テレビ系列                        | 時差ネット |        |
| 香川県        | 西日本放送     | 土曜 23:45 - 0:40  | 日本テレビ系列                        | 時差ネット |        |
| 広島県        | 広島テレビ     | 日曜 13:15 - 14:10 | 日本テレビ系列                        | 時差ネット |        |
| 愛媛県        | 南海放送       | 月曜 23:30 - 0:25  | 日本テレビ系列                        | 時差ネット |        |
| 熊本県        | テレビ熊本     | 土曜 12:00 - 12:55 | 日本テレビ系列 フジテレビ系列 NET系列 | 時差ネット |        |
| 大分県        | テレビ大分     | 日曜 18:00 - 18:55 | 日本テレビ系列 フジテレビ系列 NET系列 | 時差ネット |        |
| 鹿児島県      | 鹿児島テレビ   | 土曜 22:30 - 23:25 | 日本テレビ系列 フジテレビ系列 NET系列 | 時差ネット |        |